# Анатолийская плита

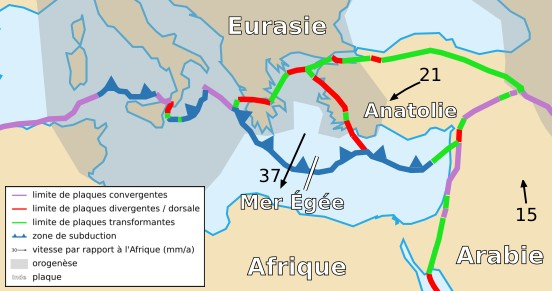
Анатолийская плита

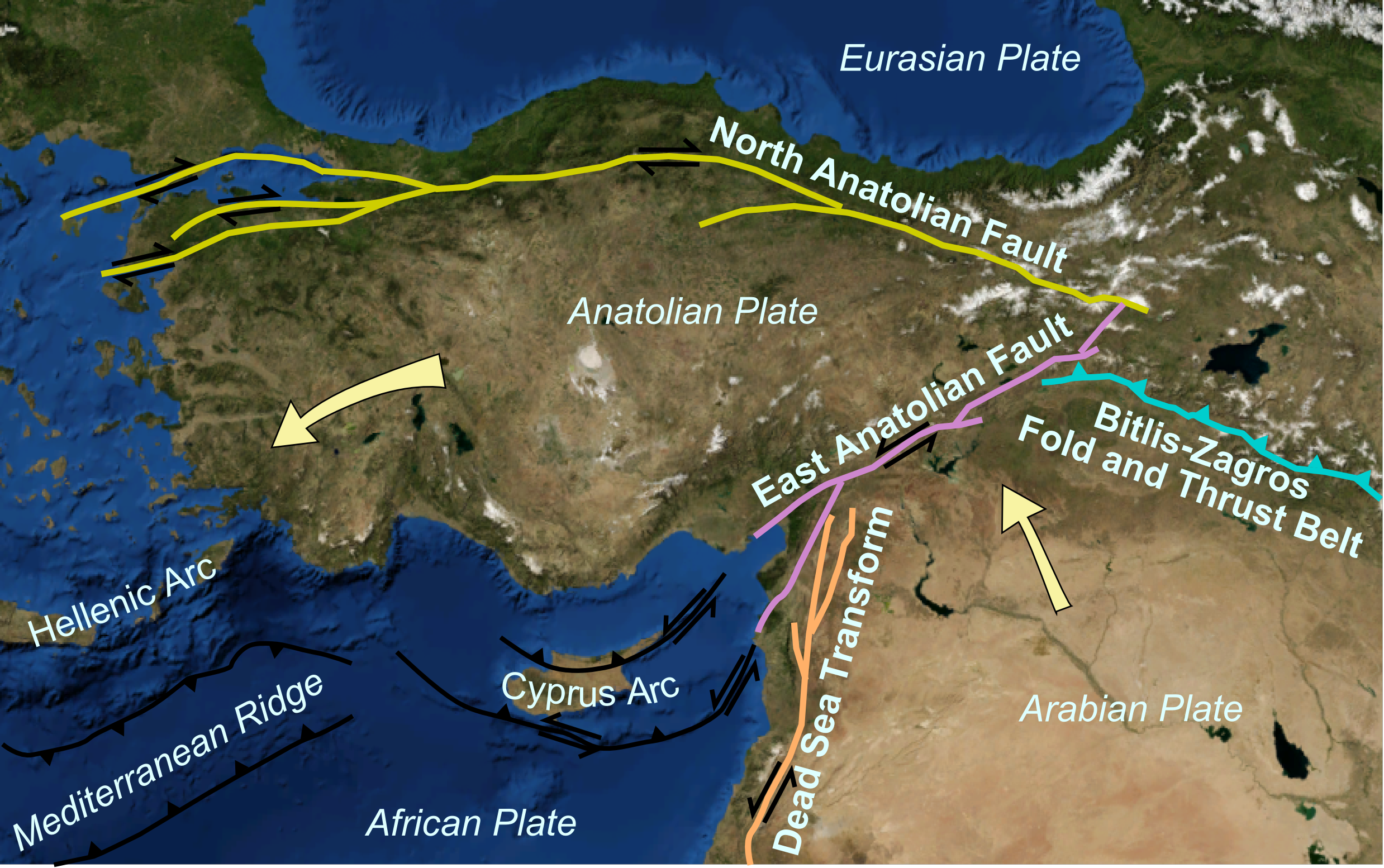
Анатолийская плита

Анатолийская плита — континентальная тектоническая плита, которая почти вся расположена на территории Турции. Имеет площадь — 0,01418 стерадиан. Обычно рассматривается в составе Евразийской плиты.
Восточный край граничит с Аравийской плитой левосторонним трансформным Восточно-Анатолийским разломом.
На юге и юго-западе имеет конвергентную границу с Африканской плитой, которая проявляется в особенностях сжатия океанической коры под Средиземным морем, а также в пределах континентальной коры Анатолии, а также в зонах субдукции вдоль Греческих и Кипрских дуг.
Западный край имеет дивергентную границу с плитой Эгейского моря.
Северный край по границе с Евразийской плитой образует Северо-Анатолийскую зону разлома длиной в 500 миль. В её западной оконечности расположен вулканический подводный Северо-Эгейский разлом, следующий через середину Эгейского моря. Зона разлома далее следует под Грецией и далее под Ионическим и Адриатическим морями. В результате активного взаимодействия и движения вдоль этих главных разломов, сотни землетрясений разных мощностей записываются ежегодно в этом регионе.
Анатолийская плита движется на запад (2—2,5 см/год), поскольку на неё давит Евразийская плита с севера, Африканская плита и Аравийская плита с юга.